# Byronosaurus
Byronosaurus jaffei
Genre
Espèce
Byronosaurus est un genre éteint de petits dinosaures théropodes asiatiques de la famille des troodontidés, des animaux ressemblant à des oiseaux. Ce genre vivait en Mongolie où ses restes fossiles ont été retrouvés à Ukhaa Tolgod (de) dans la formation de Djadokhta. Cette formation qui date de la fin du Crétacé supérieur serait plus précisément d’âge Campanien supérieur, c'est-à-dire il y a environ entre 80 et 72 Ma (millions d'années). 
L'unique espèce rattachée au genre est Byronosaurus jaffei.

## Description
Byronosaurus jaffei a une longueur estimée de 1,50 m pour un poids de 4 kg,.

## Publication originale
- (en) Mark A. Norell, Peter J. Makovicky et James M. Clark, « A new troodontid theropod from Ukhaa Tolgod, Mongolia », Journal of Vertebrate Paleontology, SVP et Taylor & Francis, vol. 20, no 1,‎ 17 avril 2000, p. 7-11 (ISSN 0272-4634 et 1937-2809, OCLC 238100068, DOI 10.1671/0272-4634(2000)020[0007:ANTTFU]2.0.CO;2, lire en ligne).